# Carembault
De Carembault, Carembaut (Nederlands: Karabant of Caribant) is een streek in het Franse Noorderdepartement, ten zuiden van de stad Rijsel. Het was een van de vijf landen of kwartieren van de kasselrij Rijsel.

## Ligging
De Carembault ligt ongeveer tien kilometer ten zuidwesten van Rijsel, tussen de Rijselse agglomeratie het oude steenkoolbekken rond Lens. Ten westen loopt de Deule.
Gemeenten en plaatsen in de Carembault zijn Allennes-les-Marais, Annœullin, Bauvin, Camphin-en-Carembault, Carnin, Chemy, Don, Gondecourt, Herrin, La Neuville, Phalempin en Provin.
Ook Carvin, Estevelles en Pont-à-Vendin, tegenwoordig in het departement Pas-de-Calais, werden soms tot de Carembault gerekend.

## Geschiedenis
De Caribant was in oorsprong een pagus van de civitas van de Menapii. Ten oosten lag de Mélantois, ten noorden de Leie, ten zuiden de haute Deûle. De Caribant werd vermeld in een akte aan de abdij van Sint-Vaast in 673. In de middeleeuwen verscheen in het noorden het land van Weppes. De Carembault, nu een kleiner gebied, werd het kleinste van de vijf kwartieren van de kasselrij van Rijsel. De hoofdplaats was Phalempin.
Tegenwoordig is het gebied een onderdeel van de agglomeratie en instelling voor intergemeentelijke samenwerking Europese metropool van Rijsel. In 1992 werd ook een communauté des communes (een intergemeentelijk samenwerkingsverband) opgericht genoemd naar de Carembault.